# 埃里奥特·奥莫祖西
艾利略·祖利亞·尤伊·奧莫素斯（英語：Elliott Junior Uyi Omozusi，1988年12月15日—）是一名英格蘭足球員，司職後衛，主要擔任右閘，亦可以移入中路出任中堅，如有需要亦可擔任中場，出身富咸青訓系統，曾被外借短暫效力诺里奇城和查爾頓，曾兩度效力英甲球會奧連特，他的首張合約因犯案入獄而提前解除，出獄後獲球會重新聘用，現時效力英乙球會劍橋聯。
雖然奧莫素斯曾代表英格蘭在多個青少年級別參加國際賽，他仍然有資格為尼日利亞上陣。

## 私人生活
2011年11月17日，奧莫素斯於一宗謀殺案中恐嚇證人罪成，被判入獄兩年半，他被所屬球會奧連特提前中止合約。2013年1月21日，出獄後的奧莫素斯獲球會重新聘用，簽署短約至球季結束。
2014年1月30日，奧莫素斯以他出獄後積極參與「奧連特社區體育活動」（Leyton Orient Community Sports Programme ）而獲英格蘭足球聯賽頒獎禮提名「PFA年度社區球員」（PFA Player in the Community）。

## 外部連結
- 足球数据库：艾利略·奧莫素斯的球员统计数据
- England FA profile